# Bahá'í tại Việt Nam

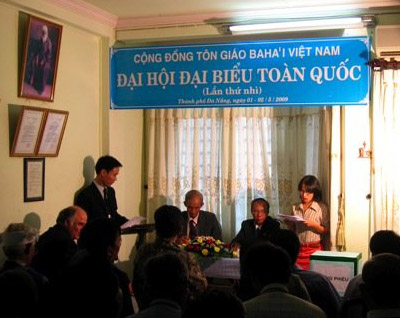
Đại hội đại biểu Cộng đồng tôn giáo Baha'i tại Đà Nẵng năm 2009

Tôn giáo Bahá'í được du nhập lần đầu tiên vào Việt Nam trong những năm 1920, sau khi Abdu'l-Baha đặt tên Đông Dương thuộc Pháp làm điểm đến tiềm năng cho giáo viên của Baha'i. Sau một số chuyến viếng thăm ngắn từ các giáo viên du lịch trong suốt nửa đầu của thế kỷ 20, nhóm Bahá'i đầu tiên ở Việt Nam được thành lập tại Sài Gòn vào năm 1954, với sự xuất hiện của Shirin Fozdar, một nữ tín đồ người Ấn Độ. Những năm 1950 và 1960 được đánh dấu bởi những thời kỳ tăng trưởng nhanh, dân số Bahá'i đã tăng từ 95.000 đến 200.000 người ủng hộ vào năm 1975. Cộng đồng Baha'i Việt Nam phải đối mặt với những hạn chế ngày càng tăng sau năm 1978 do thay đổi môi trường pháp lý, nhưng cuối cùng bảo đảm sự công nhận tổ chức vào năm 2008.

## Trước năm 1975
Những năm 1950 và 1960 được đánh dấu bởi những thời kỳ tăng trưởng nhanh; Mặc dù cuộc chiến đang diễn ra đang ảnh hưởng đến đất nước, dân số Bahá'i đã lên tới khoảng 95.000 người ủng hộ vào năm 1975, với một số ước tính đạt 200.000 người. Hội đồng tinh thần tôn giáo Bahá’í Việt Nam nhiệm kỳ đầu tiên được bầu cử năm 1964, được hợp thức hoá bởi Nghị định số 1950-NV ngày 08/10/1964 của Thủ tướng Chính phủ Việt Nam Cộng hoà lúc bấy giờ.
Trong thời gian này, cộng đồng Baha'i đã hoàn thành nhiều công việc từ thiện, cung cấp chương trình giáo dục cho trẻ em ở nông thôn, cứu trợ thiên tai ở các khu vực bị ảnh hưởng bởi bão... Cộng đồng Bahá'i cũng tích cực trong việc thúc đẩy sự hòa hợp giữa các tôn giáo vào thời điểm xung đột tôn giáo tàn phá đất nước. Cộng đồng đã tổ chức Ngày Tôn giáo Hoàn cầu hàng năm, liên tục từ năm 1962 đến ngày đất nước thống nhất năm 1975, và các vị lãnh đạo tinh thần của các tôn giáo, các học giả, số đông tín đồ các tôn giáo đến tham dự.
Một trong những mục tiêu lớn của cộng đồng Baha'i Việt Nam trước năm 1975 là việc tạo mãi khu đất ở Việt Nam để xây cất đền thờ Baha'i lớn tại lục địa Châu Á. Sau một lần tìm kiếm dài, tháng 4 năm 1973 mới hoàn tất việc tạo mãi đất Đền thờ. Diện tích khu đất là 41.530 m2 toạ lạc tại xã Thuận Giao, Quận Lái Thiêu, Tỉnh Bình Dương, cách thành phố Sài Gòn 23 Km. Nhưng vì do Việt Nam lúc này đang chiến tranh ác liệt nên Đền thờ lớn Châu Á này chuyển sang xây dựng tại New Delhi, Ấn Độ, đó là Đền Hoa Sen. Hiện nay đền thờ Bahá’í đầu tiên ở Đông Nam Á là Đền thờ Bahá’í tại Battambang, Campuchia.

## Cộng đồng hiện đại
Do gián đoạn trong giao tiếp trong và sau chiến tranh, có rất nhiều khó khăn trong việc khởi động lại các hoạt động Baha'i như đại hội đại biểu toàn quốc. Cuộc bầu cử Hội đồng Tinh thần tôn giáo vào tháng 4 năm 1975 phải được tiến hành bằng đường bưu điện. Trong những năm sau khi thống nhất, các hoạt động cộng đồng Baha'i đã dần dần được nối lại với sự chấp thuận của Chính phủ.
Đến năm 1978, Hội đồng Tinh thần tôn giáo Baha’i Việt Nam bị buộc phải ngừng hoạt động do môi trường pháp luật thay đổi, và các tín đồ được giới hạn để thờ phụng riêng trong nhà của họ. Bởi vì một trong những nguyên tắc quan trọng nhất của tôn giáo Bahá'í là trung thành với chính phủ, các tín đồ Baha'i tại Việt Nam chấp nhận thực tế này và tiếp tục cuộc sống sinh hoạt của sự thờ tự tư nhân. Tuy nhiên, những khó khăn gia tăng từ năm 1978 đến năm 1992 dẫn đến sự sụt giảm đáng kể số lượng tín đồ.

### Nhận dạng pháp lý và công nhận tổ chức
Vào đầu những năm 1990, cộng đồng Bahá'i có thể đạt được tiến bộ lớn trong việc hợp pháp hóa các hoạt động của tôn giáo Bahá'í trong môi trường pháp lý cập nhật. Năm 1992, Nhà nước đã đổi mới chính sách về tôn giáo, thể hiện qua Hiến pháp nước CHXHCN Việt Nam ghi rõ tại điều 70 là Chính phủ tôn trọng quyền tự do tín ngưỡng và không tín ngưỡng, các tôn giáo đều bình đẳng trước pháp luật. Do vậy sự sinh hoạt Baha’i nói chung khắp nơi đã có phần nới rộng hơn trước.
Cuối cùng, những hạn chế đã được nới lỏng và cộng đồng Baha'i đã có thể nộp đơn xin công nhận chính thức. Từ tháng 3 năm 2007, tôn giáo Bahá'í được chính phủ Việt Nam cấp chứng nhận đăng ký hoạt động tôn giáo với tên gọi "Cộng đồng Tôn giáo Bahá'í Việt Nam", và được điều hành bởi Hội đồng tinh thần tôn giáo Bahá’í Việt Nam. Ngày 14 tháng 7 năm 2008, Ban Tôn giáo Chính phủ Việt Nam đã ký quyết định công nhận tổ chức đối với Cộng đồng tôn giáo Bahá’í Việt Nam.
Từ năm 2008, các Đại hội Đại biểu Toàn quốc sau đó đã được tổ chức hàng năm tại nhiều thành phố, bao gồm Thành phố Hồ Chí Minh, Đà Nẵng, Cần Thơ, Phan Thiết và Hà Nội. Trong năm 2012, Đại hội Đại biểu Toàn quốc lần thứ 5 đã được tổ chức tại Hà Nội, đồng thời với việc kỷ niệm 20 năm thành lập tôn giáo Baha'i ở thủ đô. Năm 2014, Đại hội Đại biểu Toàn quốc lần thứ 7 được tổ chức cùng với lễ kỷ niệm 60 năm thành lập tôn giáo Baha'i ở Việt Nam.
Năm 2009, các tín đồ Baha'i Việt Nam được mời tham gia các đồng nghiệp của họ trong một hội nghị khu vực tổ chức tại thành phố Battambang, Campuchia. Một cuộc hội nghị thanh niên đã được tổ chức tại Battambang vào năm 2013, tập hợp nhiều thanh niên từ Campuchia và Việt Nam. Cũng trong năm 2013, các đại biểu Baha'i từ Việt Nam được ủy quyền tham dự Đại hội Đại biểu Quốc tế Baha'i lần thứ 11 tại Haifa, Israel, nơi họ tham gia bầu Tòa Công lý Quốc tế, cơ quan quản trị tối cao của tôn giáo Baha'i.

### Các hoạt động gần đây
Tháng 4 năm 2017, Cộng đồng Tôn giáo Baha’i Việt Nam đã tổ chức Đại hội Đại biểu Toàn quốc thứ 10. Ngoài việc bầu Hội đồng Tinh thần Tôn giáo Baha’i Việt Nam, các đại biểu tụ họp tại đại hội quốc gia thảo luận về các phương hướng phát triển cộng đồng và phụng sự cho một xã hội mà chúng ta đang sống tốt đẹp hơn. Để đánh dấu kỷ niệm 200 năm Thánh Lễ Giáng Sinh Đức Bahá'u'lláh (cũng diễn ra vào năm 2017), Phó Chủ tịch Ủy ban Trung ương Mặt trận Tổ quốc Việt Nam Trương Thị Ngọc Ánh và Phó Trưởng ban Ban Tôn giáo Chính phủ Dương Ngọc Tấn đã tiếp đoàn Hội đồng Tinh thần Tôn giáo Baha’i Việt Nam và gửi lời chúc mừng tới toàn thể tín đồ của Tôn giáo Baha’i tại Việt Nam nhân dịp kỷ niệm.
Trong cùng năm đó, Bí thư Thành ủy Hà Nội Hoàng Trung Hải đã tiếp Chủ tịch Hội đồng tinh thần tôn giáo Baha’i Lê Đại Hành (Hà Nội) đến thăm nhân kỷ niệm 200 năm Thánh Lễ Giáng Sinh Đức Baha’u’llah. Cùng dự có Chủ tịch Ủy ban MTTQ TP Vũ Hồng Khanh, Trưởng Ban Tuyên giáo Thành ủy Nguyễn Văn Phong, Trưởng Ban Dân vận Thành ủy Nguyễn Lan Hương. Ngoài ra, thay mặt lãnh đạo TP, Chủ tịch UBND TP Nguyễn Đức Chung tiếp Đoàn Cộng đồng Tôn giáo Baha’i Hà Nội đến thăm nhân kỷ niệm.
Hiện nay có hơn 8.000 tín đồ phân bố ở 45 tỉnh/thành phố, tập trung đông tại: Kiên Giang, Sóc Trăng, Hậu Giang, Cần Thơ, Thành phố Hồ Chí Minh, Ninh Thuận, Gia Lai, Đà Nẵng, Quảng Nam, Hà Nội.